# 6.5mmクリードモア
6.5mmクリードモア（英：6.5mm Creedmoor）はセンターファイア・ライフル銃用の実包。6.5 Creedmoor、6.5 CM、6.5 CRDMRなどと略される。.308ウィンチェスターをベースにした .30 TCの派生として、ホーナディによって2007年に導入された。特に標的射撃に使用されるが、狩猟用としても成功を収めている。
6.5mmクリードモア（6.5×49mm）は6.5-284ノルマのような長い実包や、6.5mmレミントン・マグナムのようなマグナム実包に比べて初速が小さいが、全長が 2.825インチ (71.8 mm) のため、ショート・アクションのボルトアクション方式ライフルや AR-10半自動式ライフルに装填することができる。
アメリカ特殊作戦軍SOCOMは、既存の7.62mm弾に替わる中間弾薬について、6.5mmクリードモアを採用する方針である。

## 設計に関して

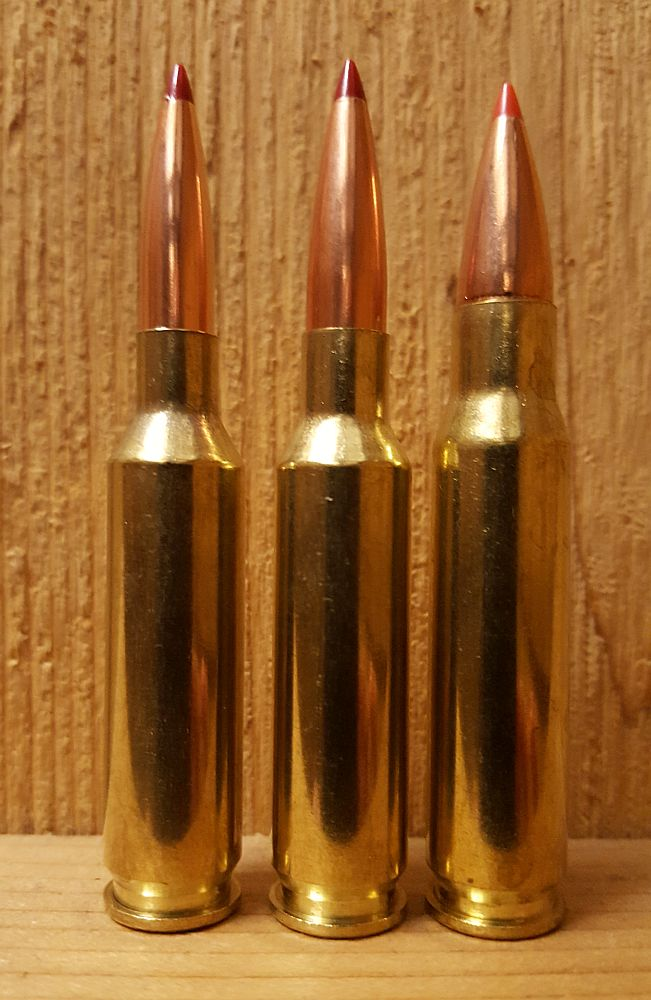
左から6mmクリードモア。6.5mmクリードモア、.308ウィンチェスター

一般的に 6.5 mm (0.264") の弾頭は比較的高い断面密度と弾道係数を持つとされており、ライフル射撃競技においても成功をおさめてきている。6.5mmクリードモアのレシピの中には軽い弾頭によってリコイルを小さくしながら、.300ウィンチェスター・マグナムの初速や軌道に匹敵するものもある。
この実包は径が0.473インチ (約 12 mm) ボルト・フェイス用に設計されているので、ショート・アクションのライフルを似たボルト・フェイス径をもつ別の口径 (.22-250レミントン、.243ウィンチェスター、.300サベージなど) に変更するときは、一般的に単なる銃身の交換で済む。

## 性能
この実包は .260レミントンと6.5×47mmラプアとよく比較されるが中程度の威力であるといえる。
ある評論家によると、129 gr のホーナディ SST 弾頭を使用した300ヤード地点でのエネルギーは 1641 ft·lbf であると報告されている。また、別の評論家によると、初速 2700 fps で 140 gr の弾頭を使用したときの265ヤードの高さ6インチの標的に対する最大直線弾道距離と、26インチの銃身を使用したときの300ヤードにおける"約 1600 ft·lbf"のメーカーの主張する残存エネルギーが報告されている。SAAMI のテストデータによって、（銃口から15フィート地点における）6.5mmクリードモアの初速は 129 gr の弾頭で2,940 fps、140 gr の弾頭で 2,690 fps であることが確認されている（.300ウィンチェスターマグナムは 200 gr 弾頭で 2,930 fps、210 gr 弾頭で 2,665 fps である）。長距離射手の Ray "RayDog" Sanchez は1000ヤード（914.4メートル）における6.5mmクリードモアのボルトアクション式 Tubb 2000 ライフルを"退屈するほど正確"であると評している。また彼はこの使用した銃と実包で1000ヤード（914.4メートル）においてサブ MOA のグルーピングを記録し続けることができたと主張した。

## 手詰め
6.5mmクリードモアを手詰めしたときのコストは、ラプアのスモール雷管の薬莢を利用できるため6.5×47ラプアなど他の6.5mm実包とほぼ同じである。ノルマも現在は2017年からこの実包に対する薬莢を製造していて、ラプアの薬莢とほぼ同程度の価格で複数の小売店を通して入手できる。
6.5×47のラプアの薬莢は12—20回使用できる。スターラインはラージとスモールプライマーポケット両方の薬莢を販売していて、スモール雷管の方は若干費用がかかる。最初に6.5mmクリードモアが導入されたときは 60,000 psi に耐えられるケースとして宣伝された。しかし、製品となったとき、ホーナディは 62,000 psi と記載し、SAAMI もそのように登録した。そのため多くのこの実包の手詰めをする者たちはリローディングするための経験が乏しい。最初の 62,000 psi では雷管後退が起こることは珍しいことではない。初期の射撃の記事ではこの実包は 58,000 psi となる薬量であると記載されていたが、のちの記事では 57,000 psi となった。これは雷管突破が頻繁に起こるという苦情を受けてホーナディが工場装弾の薬量を減らしたためである。
ラプアは2017年のショット・ショーでクリードモアの薬莢を公開し、2017年の第2四半期には大手の小売を通して製品が入手可能となった。ラプアの薬莢ではスモールのプライマー・ポケットを採用している。なので、はじめに圧力の適切な薬量のテストを行わずに、ラージ雷管を使用している他のメーカーのクリードモア薬莢と同じようにラプアのクリードモア薬莢を使用するべきではない。また成形とデキャップの際にはスモール用のデキャッピング・ロッドが必要である。

## 派生
6mmクリードモアは6.5mmクリードモアのネックダウン版で、6.5 mm の弾頭よりも軽くリコイルの小さい 6 mm (.243インチ) の弾頭を使用する。2009年に Outdoor Life の John Snow によって設計された。
2018年5月現在、 サベージアームズは6mmクリードモアで3つのボルトアクションライフルと1つの半自動ライフルを提供、同じく2018年5月現在、 ホーナディは6mmクリードモアで87gr Varmint Express、103g Precision Hunter、108Gr Match弾薬を提供している。

## 軍事利用
2017年10月、 アメリカ特殊作戦軍SOCOMは、SR-25、M110A1、Mk 20のセミオートマチック狙撃銃において、7.62x51mm NATO弾、.260 Remington、6.5mmクリードモアの性能をテストした。その結果、アメリカ特殊作戦軍SOCOMは、6.5mmクリードモアが7.62x51mm NATO弾よりも、1,000m（1,094yd）で2倍の命中率を達成し、有効射程をほぼ1.5倍に増大させ、風による影響を3分の1程度減少させ、より反動が少なく、最高の性能を示したと判定した。またテストでは、.260 Remingtonと6.5mmクリードモアが同様に正確で信頼性が高く、弾道特性も非常に似ていると示された。当該2種の弾薬の寸法はほぼ類似しており、同じマガジンを使用することができ、ライフルを銃身交換で変換することができる。6.5mmクリードモアが優勢と判定された点は、弾頭と装填に関し更に開発する余地がより大きいことである。
このテスト結果により、2019年の早い時期に導入が予定されているセミオートマチック狙撃銃において、7.62x51mm NATO弾を置き換えるべく、6.5mmクリードモアの採用と特別な狙撃兵による実地検証が決定された。
アメリカ特殊作戦軍SOCOMの採用に呼応して、国土安全保障省も6.5mmクリードモアの採用を決定した。